# Lista orașelor din Yemen
Aceasta este o listă a orașelor din Yemen în ordine alfabetică:

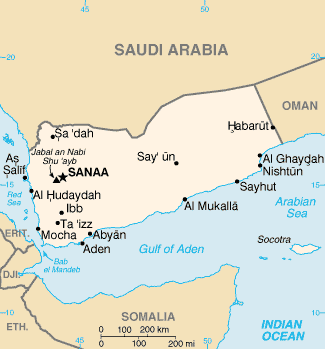
Harta statului Yemen

- Abyan
- Aden
- Al Ghaydah
- Habarut
- Al Hudaydah
- Ibb
- Crater
- Mocha
- Al Mukalla
- Nishtun
- Sa'dah
- As Salif
- Sana'a
- Sayhut
- Say'un
- Shibam
- Ta'izz
- Zabid